# Claraeola amica
Claraeola amica är en tvåvingeart som beskrevs av Kozanek 1991. Claraeola amica ingår i släktet Claraeola och familjen ögonflugor. Inga underarter finns listade i Catalogue of Life.